# Вільгельмсдорф (Баварія)
Вільгельмсдорф (нім. Wilhelmsdorf) — громада в Німеччині, розташована в землі Баварія. Підпорядковується адміністративному округу Середня Франконія. Входить до складу району Нойштадт-на-Айші–Бад-Віндсгайм. Складова частина об'єднання громад Гагенбюхах-Вільгельмсдорф.
Площа — 7,69 км2. Населення становить 1515 ос. (станом на 31 грудня 2020).